# Vyproštění francouzských vojáků ze základny Karin
Vyproštění francouzských vojáků ze základny Karin provedli v lednu 1993 příslušníci československého praporu působícího v rozpadající se Jugoslávii během mise UNPROFOR. Akce byla provedena v době, kdy už Československo neexistovalo, ale československý prapor byl rozdělen až tři měsíce poté.
Na přelomu roku 1992 a 1993 se ocitla francouzská vojenská základna Karin pod minometnou palbou z chorvatské strany fronty. Francouzské jednotky na pomoc nemohly přijít, protože byly od základny odděleny zničeným mostem. Na základně tou dobou bylo 55 Francouzů. Československý prapor byl tehdy jedinou funkční jednotkou UNPROFOR v oblasti. Na pomoc vojákům blokovaným na základně Karin bylo vysláno 29 vojáků s 2 transportéry OT-64. Od francouzské základny byli vzdáleni 30 kilometrů. Cesta trvala dvě hodiny. Čechoslováky mimo jiné zdržely stromy spadlé na cestu. Vojáci je museli odklízet za minometné palby.
Jakmile československé transportéry dorazily na ohroženou základnu, zahájil tamní francouzský velitel evakuaci do transportérů. Tou dobou již byli dva Francouzi mrtví a několik zraněných. Jeden z nich například přišel o chodidlo. 
Evakuace francouzských vojáků nakonec proběhla úspěšně. Za celou akci byli francouzským ministrem obrany Francoisem Leotardem vyznamenáni 4 českoslovenští vojáci francouzským Křížem za vojenskou chrabrost – podplukovník Petr Pavel, major Karel Klinovský, major Stanislav Zaplatílek a psycholog podplukovník Pavel Jirkovský. Šlo o největší úspěch československého praporu během mise UNPROFOR.